# Noëlle Tissier
Noëlle Tissier (Montpeller, 1949) és un artista contemporani francès. És conegut a Catalunya per les seves col·laboracions amb la Fundació Joan Miró. La primera va tenir lloc el 1983 dins de l'exposició col·lectiva Casino. A la seva exposició de dos anys després a l'Espai 10, va presentar una sèrie de plaques funeràries de materials diversos, com cartró, fusta, marbre, vinil o maó. Aquestes làpides confrontades, com en una mena d'avinguda d'esfinxs, feien l'efecte de qüestionar-se sobre la seva pròpia naturalesa com a representacions: la indistinció entre la pedra de debò i la falsedat de la
seva imitació creava un interrogant sobre l'adequació dels objectes de la tradició funerària com a espais on guardar la memòria.